# East Hampton (New York, falu)
East Hampton falu az USA New York államában, Suffolk megyében. Lakosainak száma 1517 fő (2020. április 1.).

## Népesség
A település népességének változása:

| 2010 | 1 083 |
| 2020 | 1 517 |